# Поговорка
Поговорката е народно умотворение, което има характер на стегнат устойчив израз с преносно значение и с което се изказва мъдрост, придобита от житейския опит.
С нея се дава оценка на случка, човешко поведение или дейност. Поговорките правят речта непринудена, жива и образна.
Заедно с народните песни, приказките, гатанките и пословиците те образуват „общността“ на народното творчество. Не всички гатанки са народни, по подобие на тях са създадени и много авторски, най-вече от детски писатели и фолклористи.
Поговорката е обикновено устойчиво кратко изречение, понякога само фраза. Тази фраза/изречение е като извод от единично наблюдение върху живота. Това според повечето изследователи е голямата разлика с пословицата. Пословицата е нещо по-философско, по-обобщаващо, докато поговорката се смята като извод, единично наблюдение върху живота и най-често изобразява хумористично-сатирични ситуации. Обикновено и поговорките приличат на фразеологизми. Те са дотолкова устойчиви, че се приемат като цялостна единица, но могат да бъдат обяснени много по-кратко от пословицата. За да се развие добре този въпрос, задължително трябва да се дадат по 2-3 примера за пословица и поговорка, когато се дават определенията. Примери за поговорки: – „Насадил го на пачи яйца.“ (поставен в неприятна ситуация) – „Пратил го за зелен хайвер.“ „От трън та на глог“ – от лошо към по-лошо или от една неприятност към по-голяма неприятност.
Разграничаването на пословиците от поговорките не е особено трудно. Пословицата представлява завършено изречение, чийто смисъл става ясен дори и прочетена (чута) извън съответен контекст, например: „Да бе мирно седяло, не би чудо видяло“ (лошото, което те е сполетяло, е закономерна последица от твоето поведение) или „Умът не е в брадата, а в главата“ (интелигентността не зависи от възрастта, и младите могат да бъдат умни). Докато поговорката няма характер на пълно (завършено) изречение, в нея може да липсва сказуемото и най-често произходът ѝ не е ясен. Смисълът ѝ е въпрос на конвенция и става ясен или след многократно срещане в съответен контекст, или след разясняване. Например: „През куп за грош“ (небрежно), „На петима кози крак“ (на всеки се пада по твърде малко), „Ял от кокошка крак“ (не умее да пази тайна).